# Bo Zetterberg
Bo Zetterberg, född 12 september 1917 i Sorsele, Västerbottens län, död 13 februari 1981 i Täby, Stockholms län, var en svensk läkare. Han blev medicine licentiat 1950 och medicine doktor samma år på avhandlingen Effects on tubercle bacilli of bacteriostatics, respiration, inhibitors and bactericides. 1949–1956 var han docent i bakteriologi vid Uppsala universitet och 1956 i hygien vid Karolinska institutet. Zetterberg tillträdde 1956 som chef för den nyinrättade Epidemiologiska avdelningen vid Statens Bakteriologiska Laboratorium (SBL) och i och med det också innehavare av den nyinrättade tjänsten som statsepidemiolog, en tjänst han lämnade 1976 på grund av sjukdom. År 1962 utnämndes han till professor vid SBL.